# Steven Runciman
James Cochran Stevenson Runciman CH (Northumberland, 7 de julho de 1903 – Radway, 1 de novembro de 2000) foi um historiador inglês célebre por seu trabalho a respeito da Idade Média, e mais especificamente por sua obra em três volumes, A History of the Crusades, publicada entre 1951 e 1954.

## Biografia
Nascido em Northumberland, seus pais foram Membros do Parlamento britânico pelo Partido Liberal. Seu pai foi criado Visconde Runciman de Doxford em 1937; seu avô paterno, Lorde Runciman, foi um magnata do ramo dos transportes marítimos.
Recebeu o nome de seu avô materno, James Cochran Stevenson, representante de South Shields no parlamento.
Diz-se que já era capaz de ler latim e grego aos cinco anos de idade. No decorrer de sua longa vida dominou um número estarrecedor de idiomas, de modo que, ao escrever sobre o Oriente Médio, baseava-se não apenas nas obras em latim e grego e nos vernáculos ocidentais, mas também consultava fontes em árabe, turco, persa, hebraico, siríaco, armênio e georgiano. King's Scholar no Eton College, foi contemporâneo e amigo pessoal de George Orwell; ambos estudaram francês com Aldous Huxley. Em 1921 matriculou-se no Trinity College, Cambridge, como acadêmico de História, e estudou com J.B. Bury, tornando-se, como Runciman comentou posteriormente, "seu primeiro e único aluno". Inicialmente o recluso Bury tentou demovê-lo da ideia, porém quando Runciman mencionou que sabia ler russo, Bury lhe deu uma pilha de artigos búlgaros para editar, e a partir daí seu relacionamento se desenvolveu. Seu trabalho sobre o Império Bizantino lhe rendeu uma fellowship No Trinity College em 1927.
Depois de receber uma grande herança de seu avô, Runciman abriu mão de seu cargo em 1938 e passou a viajar pelo mundo. De 1942 a 1945 lecionou Arte e História Bizantina na Universidade de Istambul, na Turquia, onde iniciou sua pesquisa sobre as Cruzadas, que eventualmente o levariam à sua obra mais conhecida, a História das Cruzadas (em três volumes publicados em 1951, 52 e 54). A maior parte das obras históricas de Runciman abordam o Império Bizantino e seus vizinhos medievais, da Sicília à Síria; uma excepção é The White Rajahs ("Os Rajás Brancos"), publicado em 1960, que conta a história de Sarawak, uma nação independente fundada na costa norte de Bornéu pelo inglês James Brooke, e governada pela família Brooke por mais de um século.
Em sua vida pessoal Runciman era um inglês conservador e excêntrico, conhecido, entre outras características, como um esteta, um contador de histórias e um entusiasta do ocultismo. De acordo com Andrew Robinson, professor de História em Eton, Runciman "tocava duetos de piano com o último imperador da China, leu cartas de tarô para o rei Fuad do Egito, quase morreu no bombardeio feito pelos alemães ao Hotel Pera Palace, em Istambul, e obteve por duas vezes o jackpot nos caça-níqueis de Las Vegas", o que não fazia dele o típico históriador medieval. Também era célebre por seu excelente humor e espírito aberto, e tinha amigos em todas as camadas sociais, nos mais diferentes países. Morreu em Radway, Warwickshire, ao visitar parentes, e está enterrado em Lockerbie, Dumfriesshire.

## Obras
- The Emperor Romanus I Lecapenus|Romanus Lecapenus and His Reign  (1929)
- The First Bulgarian Empire (1930)
- Byzantine Civilization (1933)
- The Medieval Manichee : A Study of the Christian Dualist Heresy  (1947)
- A History of the Crusades: Volume 1, The First Crusade and the Foundation of the Kingdom of Jerusalem (Cambridge University Press 1951) (ed. Folio Society 1994)
- A History of the Crusades: Volume 2, The Kingdom of Jerusalem and the Frankish East (Cambridge University Press 1952) (ed. Folio Society 1994)
- A History of the Crusades: Volume 3, The Kingdom of Acre and the Later Crusades (Cambridge University Press 1954) (ed. Folio Society 1994)
- The Eastern Schism: A Study of the Papacy and the Eastern Churches in XIth and XIIth Centuries  (1953)
- The Sicilian Vespers: A History of the Mediterranean World in the Later Thirteenth Century (1958)
- The White Rajahs (1960)
- The Fall of Constantinople 1453 (1965)
- The Great Church in Captivity (1968)
- The Last Byzantine Renaissance (1970)
- The Orthodox Churches and the Secular State (1972)
- Byzantine Style and Civilization  (1975)
- The Byzantine Theocracy (1977)
- Mistra (1980)
- Patriarch Jeremias II and the Patriarchate of Moscow (1985)
- A Traveller's Alphabet.Partial Memoirs. (1991)